# Afshan Azad
Pour les articles homonymes, voir Azad.
Afshan Azad-Kazi, connue sous le nom de Afshan Azad, née le 12 février 1989 à Longsight un des quartiers de Manchester, est une actrice et blogueuse britannico-bangladaise.
Elle est principalement connue pour avoir joué le rôle de Padma Patil dans la série des films Harry Potter. En septembre 2018, elle lance sa chaîne Youtube, spécialisée en mode, beauté et lifestyle.

## Biographie
Afshan Azad naît à Manchester en Angleterre de parents d'origine bangladaise. Elle a un frère plus âgé qui se prénomme Ashraf Azad.
De religion musulmane et originaire du Bangladesh, elle vit à Manchester. Elle a suivi des études de chimie, de biologie, d'anglais et de langue des médias au Xaverian College (en) à Rusholme.

## Carrière
Elle obtient le rôle de Padma Patil après que des agents de casting eurent visité son école. À l'origine, elle a auditionné par amusement mais après plusieurs auditions, elle fut choisie. 
En 2017, elle a présenté un épisode de la série Marrying Mum & Dad diffusée sur CBBC avec Ed Petrie (en).
En septembre 2018, après plusieurs années d'hésitation, elle débute sa chaîne Youtube, spécialisée en mode, beauté et lifestyle.

## Vie privée
À cause de sa relation avec un jeune non-musulman, plus précisément un hindou, elle subit des mois de maltraitance. Elle finit par s'enfuir par la fenêtre de sa chambre pour échapper à ces mauvais traitements. Par la suite, elle raconte ce qui lui est arrivé mais refuse de porter plainte auprès de la police. Son père plaide coupable aux accusations de menaces de mort et de violences physiques. Son frère a été condamné, le 21 janvier 2011, à 6 mois de prison.
Elle est également une amie proche de Scarlett Byrne (Pansy Parkinson), Bonnie Wright (Ginny Weasley) et Katie Leung (Cho Chang). 
Le 19 août 2018, elle annonce son mariage avec son partenaire Nabil Kazi. Le couple annonce le 11 avril 2021 sur Instagram qu'ils attendent leur premier enfant. Le 21 juillet 2021, ils accueillent une fille ensemble.

## Filmographie

### Cinéma
- 2005 : Harry Potter et la Coupe de Feu (Harry Potter and the Goblet of Fire) de Mike Newell : Padma Patil
- 2007 : Harry Potter et l'Ordre du Phénix (Harry Potter and the Order of the Phoenix) de David Yates : Padma Patil
- 2009 : Harry Potter et le Prince de Sang-Mêlé (Harry Potter and the Half-Blood Prince) de David Yates : Padma Patil
- 2010 : Harry Potter et les Reliques de la Mort: Première partie (Harry Potter and the Deathly Hallows – Part 1) de David Yates : Padma Patil
- 2011 : Harry Potter et les Reliques de la Mort: Deuxième partie (Harry Potter and the Deathly Hallows – Part 2) de David Yates : Padma Patil

### Clip vidéo
- 2021 : U de Nissu